# Змія (сузір'я)

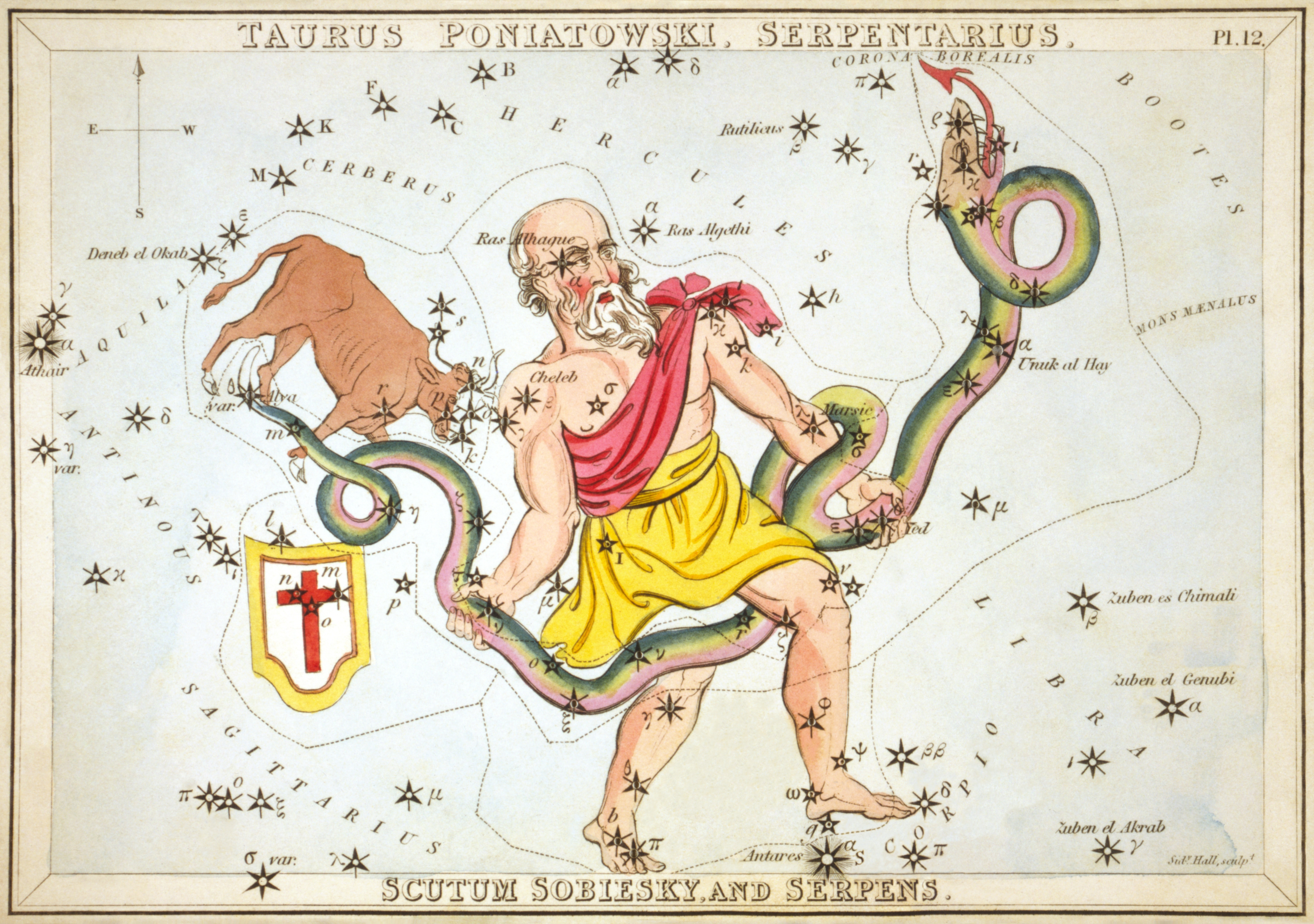
Сузір'я Змієносця, Змії, Щита Собеського та Тельця Понятовського із «Дзеркала Уранії», набору карток сузір'їв виданого в Лондоні, бл. 1825

Змія́ (лат. Serpens) — екваторіальне сузір'я. Містить 106 зір видимих неозброєним оком. Єдине сузір'я, яке складається з двох ділянок небесної сфери, відокремлених одна від одної іншим сузір'ям Змієносця — Голова Змії та Хвіст Змії.

## Історія
У давнину Змія зображували як частину Змієносця, хоча було включене ще у II столітті Клавдієм Птолемеєм до свого зоряного каталогу під назвою Змія Змієносця як окреме сузір'я. Під Змією розумілась тільки частина сучасного сузір'я, а саме Голова Змії. Також як окреме сузір'я Змію визначив і Йоганн Байєр в Уранографії. Проте єдиного підходу до визначення статусу сузір'я Змії серед астрономів не було. Лише у 1922 році Міжнародним астрономічним союзом сузір'я Змії було затверджене у його сучасному вигляді — з двох окремих частин.

## Зорі та інші цікаві об'єкти
Найяскравіша зоря: α — Серце Змії (Унук Ельхайя), 2.64m.
Об'єкти з каталогу Мессьє, що містяться у сузір'ї Змії — кулясте скупчення М5 і розсіяне скупчення М16, відоме як Туманність Орла. В цьому сузір'ї знаходиться найцікавіша та правильна за формою галактика з рідкісного класу кільцеподібних галактик — об'єкт Хога.